# Gene Krupa
Eugene Bertram Krupa (ur. 15 stycznia 1909 w Chicago, zm. 16 października 1973 w Nowym Jorku) – amerykański perkusista jazzowy polskiego pochodzenia, lider big-bandu, kompozytor, wczesny reprezentant stylu swing. Uchodzi za jednego z najlepszych perkusistów jazzowych wszech czasów.

## Wczesne życie
Był najmłodszym z dziewięciorga dzieci Anny (z domu Osłowski) i Bartłomieja Krupa. Gene Krupa urodził się w Chicago, Illinois. Bartłomiej był polskim imigrantem urodzonym we wsi Łęki Górne na Podkarpaciu. Anna urodziła się w Shamokin w Pensylwanii i również była polskiego pochodzenia. Jego rodzice byli katolikami i przygotowali go do kapłaństwa. Uczęszczał do liceum Jamesa H. Bowena w południowo-wschodniej części Chicago. Po ukończeniu studiów przez rok uczęszczał do Kolegium im. św. Józefa w Indianie, ale uznał, że kapłaństwo nie jest jego powołaniem.
Krupa studiował u Sanforda A. Moellera i zaczął zawodowo grać na perkusji w połowie lat dwudziestych w zespołach w Wisconsin. W 1927 roku został zatrudniony przez konglomerat medialny MCA, aby zostać członkiem zespołu Thelma Terry and Her Playboys.

## Kariera
Debiutował w 1927 w zespole Eddiego Condona. W latach 1935–1938 grał w orkiestrze Benny’ego Goodmana. Od 1938 do 1943 był liderem własnego big bandu, który został rozwiązany po tym, jak Krupa trafił na 3 miesiące do aresztu za posiadanie narkotyków i zatrudnienie w zespole nieletniego muzyka. Początkowo groziło mu 5 lat więzienia, jednak zarzuty zostały oddalone. Po tym incydencie ponownie został sidemanem. Współpracował wówczas z Tommym Dorseyem i wrócił do nagrywania z Goodmanem. Po roku założył swój drugi zespół, w którym karierę zaczynał, między innymi Gerry Mulligan. Big-band działał do 1951. Jego istnienie zakończyło założenie przez Gene'a tria i jego występ w ramach Jazz at the Philharmonic. W 1954 wraz z innym bębniarzem, Cozym Cole'em założył szkołę gry na perkusji. Mimo regularnego koncertowania, po założeniu szkoły Krupa skupił się na działalności edukacyjnej. W 1959 nagrano film fabularny w oparciu o życie perkusisty, zatytułowany "Drum Crazy: The Gene Krupa Story". Rolę artysty zagrał w nim Sal Mineo. Sam Krupa ze swoim pierwszym zespołem również angażował się w tworzenie filmów, czego przykładem jest "Ball of Fire" z 1941.